# El Cazador (hajó)

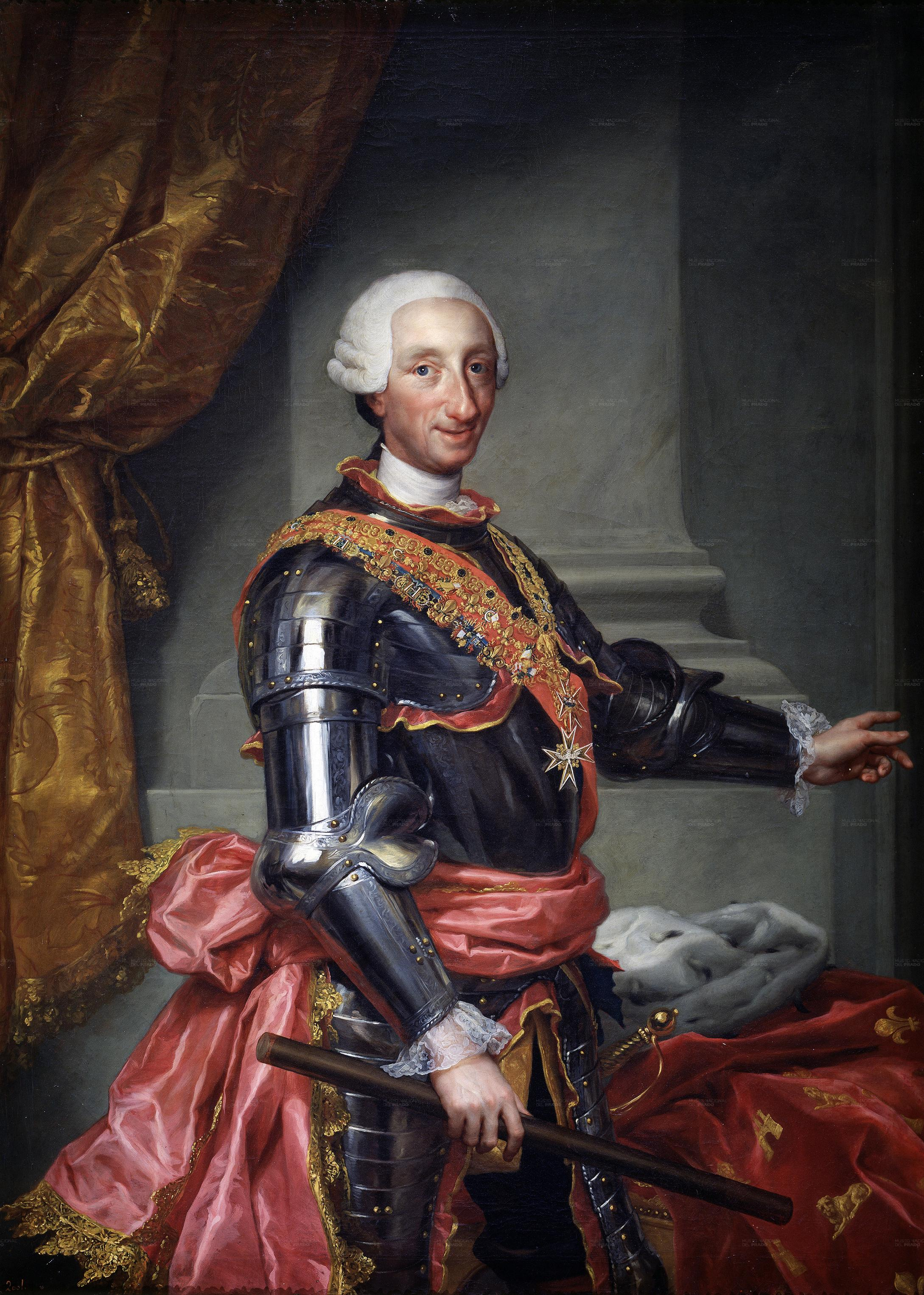
III. Károly spanyol király

Az El Cazador (Vadász) brigg típusú spanyol teherhajó 1784-ben süllyedt el a Mexikói-öbölben.

## Előzmények
1762-ben a hétéves háborúban vesztésre álló franciák királya, XV. Lajos a Fontainebleau-i egyezményben átadta Spanyolországnak Louisianát, hogy az inkább kerüljön egy szövetséges kezébe, mint az angolokéba. A spanyoloknak komoly gondot okozott az ölükbe hullott birodalom menedzselése. A járványok, árvizek és a csapnivaló közbiztonság mellett a legnagyobb gond az lett, hogy a fővárosban a katonákat és a tisztviselőket csak helybéli papírpénzzel tudták fizetni, annak pedig nem volt helyben nemesfémfedezete. A nagy inflációhoz tetemesen hozzájárult a pénzhamisítás.
A probléma megoldására 1783. október 20-án III. Károly spanyol király elrendelte, hogy küldjenek egy hajórakomány fémpénzt a gyarmat helyzetének stabilizálására. Az El Cazadort kb. négyszázezer frissen vert, nyolcreálos spanyol ezüstdollárral (nyolcas érme; angolul „pieces of eight”) és további ötvenezer peso értékű kisebb címlettel rakták meg. Kapitánya III. Károly spanyol király közvetlen utasítására az egyik legtapasztaltabb spanyol hajós, Gabriel de Campos y Pineda lett.
A hajó 1784. január 11-én futott ki a mexikói Veracruz kikötőjéből, és sosem érkezett meg New Orleansba. A hiábavaló keresés után 1784-ben eltűnt hajóvá nyilvánították. A hatalmas spanyol gyarmat gazdasága gyakorlatilag összeomlott.

## A katasztrófa
Az általánosan elfogadott elképzelés szerint a mintegy  mintegy 19 tonna rakománnyal nehezen manőverezhető hajó alighanem viharban süllyedhetett el.

## Fellelése
1993. augusztus 2-án a Mistake nevű hajóján a Mexikói-öbölben halászó Jerry Murphy New Orleanstól mintegy 80 km-rel délre egy rakás 1783-ban vert nyolcreálost emelt a felszínre hálójában. A 2005 februárjában befejezett szakértői vizsgálat valószínűsítette, hogy az érmék az El Cazadorról származnak.

## Fordítás
- Ez a szócikk részben vagy egészben  az   El Cazador (ship) című angol Wikipédia-szócikk ezen változatának fordításán alapul.  Az eredeti cikk szerkesztőit annak laptörténete sorolja fel. Ez a jelzés csupán a megfogalmazás eredetét és a szerzői jogokat jelzi, nem szolgál a cikkben szereplő információk forrásmegjelöléseként.